# Vasile Ianul
Vasile Ianul (n. 1 noiembrie 1945, Năsăud, România – d. 20 martie 2013, Iași, România) a fost un fotbalist și antrenor român, care a jucat ca fundaș. A murit la 20 martie 2013.